# Julio Valerio Alejandro Polemio
Julio Valerio Alejandro Polemio (en latín, Flavius Iulius Valerius Alexander, fl. 337-338) fue un escritor, traductor al latín, militar y político romano.

## Biografía
Se sabe muy poco sobre la vida de Valerio Polemio. Muy posiblemente, dado su cognomen y el tiempo en que vivó, sea el mismo Flavio Polemio, cónsul del año 338, bajo el emperador Constancio II (337–361), aunque esta cuestión sigue siendo controvertida. Probablemente viniese de Alejandría en Egipto, o al menos, vivió allí. El griego era su lengua materna, pero también tenía un excelente conocimiento del latín. Llevaba el título de vir clarissimus, por lo que pertenecía a la clase senatorial. No era cristiano, y defendía la antigua religión.
Miembro de la gens Valeria, probablemente, su nombramiento, como el de su colega Flavio Urso, como cónsules del 338 fuese, de alguna manera, como recompensa a los mandos del ejército, del que eran comandantes, por el apoyo brindado a Constancio con motivo de las purgas del 337, que eliminaron a los pretendientes al trono después de la muerte de Constantino I.

## Obra
Polemio tradujo al latín la novela griega Romance de Alejandro de Pseudo Calístenes. Su traducción tiene el título de Res gestae Alexandri Macedonis ('Hechos de Alejandro de Macedonia'). Debe haber sido escrita a principios de los años cuarenta del siglo IV a más tardar, ya que fue utilizada para el Itinerarium Alexandri, escrito con motivo de la campaña persa de Constancio II. Describía las hazañas de Alejandro el Grande durante su campaña contra los persas. La obra, un claro paralelo entre las hazañas del rey macedonio y el emperador romano, también contiene una traducción del Romance de Alejandro.
La traducción del Romance de Alejandro probablemente se hizo antes de 330, ya que Polemio no encabezó la entonces recién fundada Constantinopla en su lista de las ciudades más grandes. Un contraargumento asume que la obra está dedicada a Constancio II y por lo tanto no puede estar fechada antes de 337, pero la evidencia de esta suposición, que data del siglo XVII, es muy dudosa, siendo probablemente una equivocación.
Polemio hizo una traducción libre y cambió detalles, con alrededor de 600 adiciones y modificaciones en el texto y alrededor de 60 omisiones. Como quería presentar a Alejandro como el gobernante ideal, omitió información del modelo griego que hacía que el rey macedonio apareciera en forma desfavorable. También ocultó información sobre el comportamiento que, para él, resultaba religiosamente ofensivo. Estos cambios sugieren ciertas creencias, como que el destino humano estaba predeterminado (fatalismo). Rechazó la deificación de las personas vivas, considerándolas como bárbaras. Dividió su obra en tres libros, que se titulaban Ortus, Actus y Obitus (nacimiento, hechos y muerte).
La recepción de la versión completa de su traducción fue relativamente baja (solo han sobrevivido tres manuscritos completos). Sin embargo, una versión corta (epítome) recibió mucha atención en la Edad Media y contribuyó significativamente a la difusión de la leyenda de Alejandro.